# میتگ
میتگ (انگلیسی: Maytag) شرکت لوازم خانگی آمریکایی است، که در سال ۱۸۹۳ تأسیس شد و هم‌اکنون زیرمجموعه‌ای از شرکت ویرلپول می‌باشد.